# Церковь святого праведного Иоанна Кронштадтского (Гамбург)
Церковь святого праведного Иоанна Кронштадтского (нем. Kirche des Hl. Johannes von Kronstadt) — храм Берлинской и Германской епархии Русской православной церкви, расположенный в городе Гамбург. Самый большой храм Русской Православной Церкви на территории Германии.
Здание церкви было построено в 1906—1907 годы лютеранской общиной и до 2004 года именовалось церковью Милости Божией (нем. Gnadenkirche). В 2004 году было передано православной общине святого праведного Иоанна Кронштадтского.

## История

### Лютеранский приход
В конце XIX века происходило интенсивное заселение северной части района Санкт-Паули — Каролиненфиртель и Шанценфиртель. В целях улучшения пасторского окормления всего этого района евангелическо-лютеранская община церкви святого Павла, располагавшаяся с 1683 года на окраине порта, приняла решение о строительстве второй церкви. Её решено было назвать Гнаденкирхе — церковь Милости Божией — в связи с её расположением между зданиями суда и тюрьмы.
Проектирование филиальной церкви началось в 1904 году в непосредственной близости от жилых поселений и основных торговых районов, таких как скотобойня. Проект разработал архитектор Фернандо Лоренцен. Он спроектировал церковь в соответствии с принципами висбаденской программы, которую он разработал внешне неороманском, опираясь на рейнско-штауфские формы. В результате церковь получилась совершенно нетипичной для Гамбурга. 8 июля 1906 года заложен первый камень в основание фундамента, а 1 декабря 1907 года состоялось освящение храма. В храме было 830 сидячих мест.
Здание церкви сильно пострадало во время Второй мировой войны в результате бомбардировок Гамбурга. Были уничтожены окна и разрушена большая часть нефа. Богослужения возобновились только в 1947 году. В 1957 году фирмой Walcker была проведена реставрация органа.
В 1960-е годы значительно сократилось число жителей района. Серьёзные демографические изменения в северной части Санкт-Паули, а также изолированное положение церкви на «островке безопасности» между дорогами значительно сократили число прихожан. Здание всё чаще использовалось в несакральных целях и стало известно в Гамбурге как «художественная церковь» (нем. Kunstkirche).
В 2002 году община Гнаденкирхе была объединена с общиной Санкт-Паули. Уменьшившаяся община уже не могла себе позволить высокие затраты на ремонт и содержание церкви. В итоге чтобы сохранить это здание как место молитвы решено было продать его за один символический евро православной общине праведного Иоанна Кронштадтского.

### Православный приход
После падения «железного занавеса» в Гамбург, крупный экономический и культурный центр, второй по величине город Германии, приехали многие уроженцы бывшего СССР. Как отметил священник Сергий Бабурин: «Здесь находится огромный порт, один из заводов компании „Аэробус“ и много других предприятий. Широко известен Гамбургский университет. Поэтому очень многие едут сюда в поисках работы и учёбы». Во многом поэтому в Гамбурге и его окрестностях образовалась значительная русская диаспора. Несколько семей пожелали иметь свой приход в Гамбурге, который был образован в январе 2001 года.
Первым настоятелем нового прихода стал благочинным северной Германии протоиерей Борис Устименко. Он нашёл временное помещение для богослужений, которое на протяжении тридцати лет использовала Сербская православная община. В новый приход перешла часть прихожан Церкви святого праведного Прокопия Устюжского, находившегося в подчинении Русской Зарубежной Церкви. Первая Литургия состоялась в начале февраля 2001 года, что совпало со днём памяти святого покровителя Гамбурга — архиепископа Гамбургского Ансгара (+865). Идея назвать общину именем праведного Иоанна Кронштадтского, так как у Гамбурга были налажены крепкие контакты с Санкт-Петербургом, а Иоанн Кронштадтский являлся одним из самых значимых святых этого города.
В январе 2003 года был назначен новый настоятель прихода — священник Сергий Бабурин.

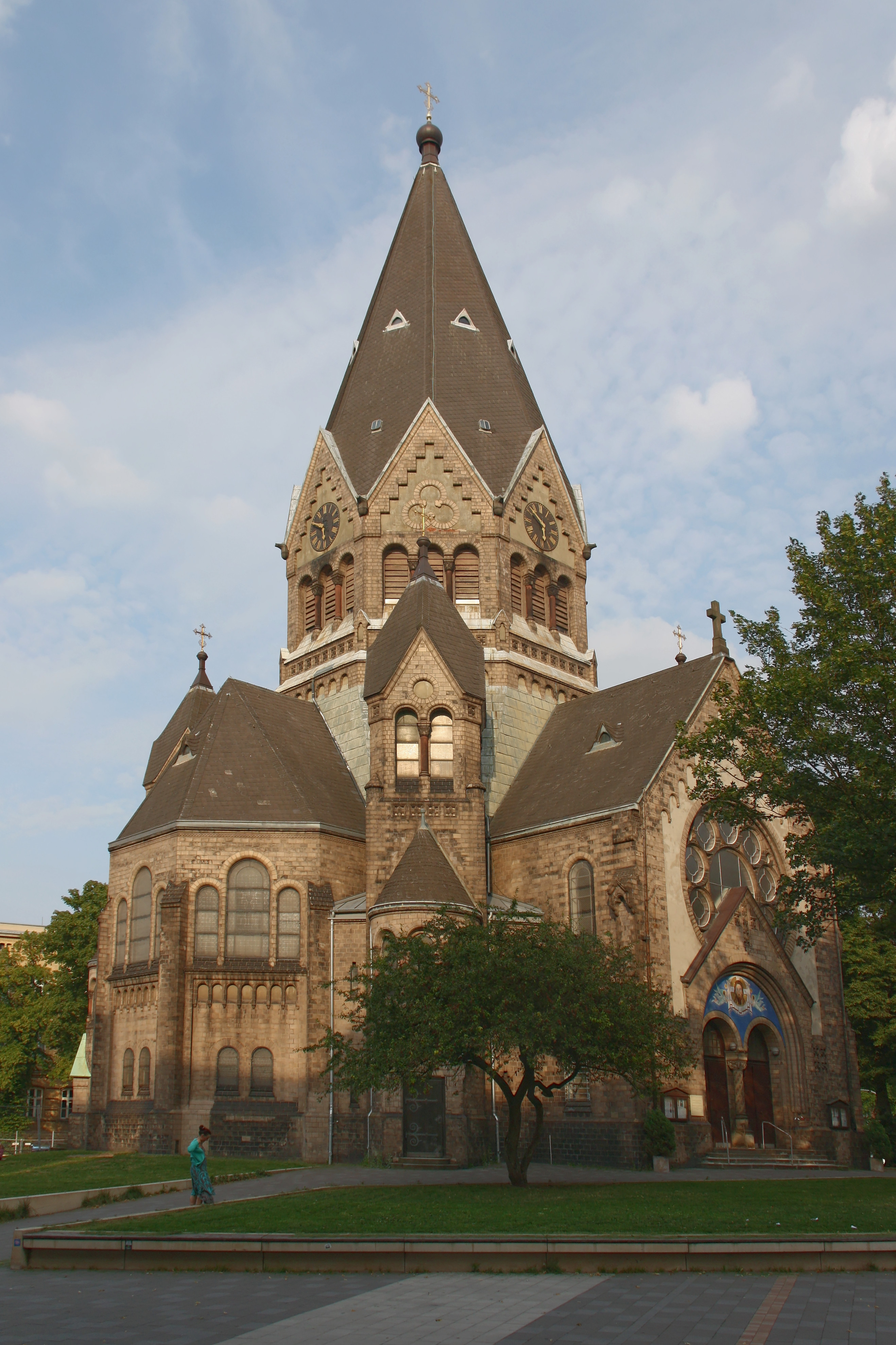
Храм в августе 2013 года

В конце 2004 года благодаря добрым отношениям между Евангелической церковью Германии и Русской православной церковью приходу удалось выкупить церковь Гнаденкирхе, при этом деньги ушли на покупку у города Гамбурга земельного участка под храмом, а само здание было передано за символическую плату в один евро. Первая Божественная литургия была совершена здесь 2 января 2005 года в день памяти праведного Иоанна Кронштадтского.
После этого за этот короткий срок был проведён капитальный ремонт здания. Храм был украшен в традициях русского православия. На вершину натровой крыши был установлен небольшой купол-луковица, а на него был установлен золочёный крест в русском стиле. Ещё четыре таких креста были установлены по бокам. Чтобы сохранить внутренний ансамбль храма, было решено не сооружать новый иконостас, а поместить его на стене, которая по замыслу архитектора Фернандо Лоренцена являлась главным элементом архитектуры храма. Был сооружён уникальный мозаичный мраморный пол.
В мае 2007 года в рамках празднования 50-летия побратимских связей между Петербургом и Гамбургом митрополит Кирилл (Гундяев) совершил визит в Гамбург и совершил Великое освящение храма. Также принято решение о покупке рядом стоящего дома с целью организации там духовного центра русской диаспоры в Гамбурге. 28 июня состоялась установка главного купола и креста, который был водружён на 54-метровую высоту.
В октябре 2009 года по благословению Патриарха Московского и всея Руси Кирилла и по инициативе настоятеля храма протоиерея Сергия Бабурина при храме были организованы вечерние двухгодичные богословско-катехизаторские курсы для членов русской общины Гамбурга.
Поскольку купленный дом оказался в аварийном состоянии, по благословению Патриарха Кирилла и с разрешения властей города, он был снесен. После проведения архитектурного конкурса, 14 июня 2013 года руководитель Управления Московской Патриархии по зарубежным учреждениям архиепископ Егорьевский Марк (Головков) освятил закладной камень в основание духовно-культурного и образовательного центра Русской Православной Церкви «Tschaikowsky-Haus» (Дом имени Чайковского). Поскольку дом находится на площади Чайковского, то решено было назвать его в честь великого русского композитора — «Tschaikowsky-Haus».
14 декабря 2014 года после богослужения крестным ходом все перешли в новопостроенный культурный центр, где был совершен чин его освящения. Был открыт кабинет русского языка и литературы, где одновременно произошла передача общине библиотеки русской классической литературы председателем фонда «Русский Мир» В. В. Кочиным.
В мае 2017 года 90-летний коллекционер Клаус Шпенглер передал в дар храму коллекцию из приблизительно 200 русских икон.
В 2018 году на территории храма планируется установка 4-метровой бронзовой статуи Иоанна Кронштадтского авторства Салавата Щербакова. Идея принадлежит российскому бизнесмену Петру Вьюнову, он же финансирует проект. Идентичные памятники будут установлены в парковой зоне храма Ксении Петербургской в Воронеже и на территории Свято-Троицкого монастыря в Джорданвилле (Нью-Йорк, США).

## Архитектура
Высота храма — 53 метра. Церковь имеет в плане вид равностороннего креста. Здание выполнено в неороманском стиле, но узнаётся в нём и влиянием восточных храмовых сооружений. На внешней стороне преобладает массивная восьмигранная башня, увенчанная шатровой крышей, вокруг которого образуются несколько часовнеобразных расширений и нефов. Внутреннее пространство также представляет собой восьмиугольник и выровнено эллиптически с главной осью в направлении север-юг.
По словам священника Сергея Бабурина, «храм, несмотря на смешение стилей, очень красивый — здесь можно обнаружить и кавказские, и романские, и византийские мотивы. Главное чудо в том, что храм соответствует всем требованиям православной архитектуры: имеет большой алтарь, ориентирован на восток, имеет большие хоры, прекрасную акустику именно для хора, а не для органа».